# Jill Hennessy
Jill Hennessy (Edmonton, 1968. november 25. –) kanadai színésznő, énekesnő és modell.

## Fiatalkora és családja
John Hennessy és Maxine Hennessy gyermekeként jött a világra, 1968. november 25-én. Édesapja hentes, édesanyja titkárnő. Van egy öccse, John Paul Hennessy Jr. és egy ikertestvére, Jacqueline. Az anya 1982-ben elhagyta a családot, így apai nagyanyja nevelte tovább a kislányt. 
Tanulmányait a Stanley Park Senior Public School-ban és a kitcheneri Grand River Collegiate-ban végezte. 

## Pályafutása
1988-ban tűnt fel először a filmvásznon a Két test, egy lélek című filmben. Ezután több televíziós sorozat egy-egy epizódjában kapott lehetőséget, egyebek mellett a Péntek 13, a Világok harca és az Addington-akció című műsorokban. 1993-ban osztották rá Claire Kincaid szerepét az Esküdt ellenségekben, 1996-ig 68 epizódban láthattuk. 
Kapott pár főszerepet filmekben is: a Molly, vár a világ (1999) című romantikus filmben Elisabeth Shue és Aaron Eckhart mellett tűnt fel, majd a 2001-es Kennedy-feleségek című tévéfilmben Jackie Kennedyt formálta meg. Még ugyanebben az évben Steven Seagal partnere volt a Sebhelyek című akciófilmben. Ezt követően Tim Kring 
felkérte Dr. Jordan Cavanaugh szerepére a Bostoni halottkémek című bűnügyi sorozatban. 2001–2007 között hat évadon, összesen 117 részen át alakította a törvényszéki halottkémet. Közben a Las Vegas című sorozat három részében is megjelent Jordanként.
Szerepelt még a Befutó, a Jo, a profi, A férjem védelmében és a Város a hegyen című sorozatok több epizódjában is.
A színészet mellett énekel és gitározik, két nagylemezt is kiadott. 1999 és 2011 között New Jerseyben saját éttermet üzemeltetett.

## Magánélete
Folyékonyan beszél angol, olasz, francia, spanyol és német nyelven.
2000-ben kötött házasságot Paolo Mastropietro színésszel. Két gyermekük született, 2003-ban és 2007-ben.

## Filmográfia

### Film
| Év   | Magyar cím                | Eredeti cím                 | Szerep                           | Magyar hang         |
| ---- | ------------------------- | --------------------------- | -------------------------------- | ------------------- |
| 1988 | Két test, egy lélek       | Dead Ringers                | iker                             |                     |
| 1993 | Robotzsaru 3.             | RoboCop 3                   | Dr. Marie Lazarus                | Incze Ildikó        |
| 1993 |                           | Trip nach Tunis             | Kathryn Darby                    |                     |
| 1994 | Lapzárta                  | The Paper                   | Deanne White                     | Vándor Éva          |
| 1996 | Én lőttem le Andy Warholt | I Shot Andy Warhol          | Laura                            |                     |
| 1997 | Szemünk fénye akció       | A Smile Like Yours          | Lindsay Hamilton                 | Dudás Eszter        |
| 1997 | Különösen veszélyes       | Most Wanted                 | Dr. Victoria Constantini         | Farkasinszky Edit   |
| 1997 |                           | Kiss & Tell                 | Angela Pierce vallatótiszt       |                     |
| 1998 |                           | Weekend Getaway (rövidfilm) | Lily                             |                     |
| 1998 |                           | Dead Broke                  | Kate                             |                     |
| 1999 | A bár                     | The Florentine              | Brenda                           |                     |
| 1999 |                           | Row Your Boat               | Patti                            |                     |
| 1999 | Nina mánia                | Two Ninas                   | Mike a pultos                    |                     |
| 1999 |                           | Chutney Popcorn             | Lisa                             |                     |
| 1999 | Molly, vár a világ        | Molly                       | Susan Brookes                    |                     |
| 1999 | Az óriásgyíkok támadása   | Komodo                      | Dr. Victoria Juno                | Majsai-Nyilas Tünde |
| 2000 |                           | The Acting Class            | Amanda Smythe / Jill / Anonymous |                     |
| 2000 | Ősz New Yorkban           | Autumn in New York          | Lynn McCale                      | Pokorny Lia         |
| 2001 | Sebhelyek                 | Exit Wounds                 | Annette Mulcahy parancsnok       | Varga Klári         |
| 2002 | A botcsinálta rendező     | Pipe Dream                  | Marina Peck                      |                     |
| 2007 | Faterok motoron           | Wild Hogs                   | Kelly Madsen                     | Orosz Anna          |
| 2007 |                           | Game of Life                | Brenda                           |                     |
| 2008 | Kuszaságok                | Lymelife                    | Brenda Bartlett                  | Götz Anna           |
| 2010 |                           | Small Town Murder Songs     | Rita                             |                     |
| 2011 |                           | Roadie                      | Nikki Stevens                    |                     |
| 2012 |                           | Dawn Rider                  | Alice                            |                     |
| 2013 |                           | If I Had Wings              | Sandy Taylor                     |                     |
| 2017 |                           | Don't Sleep                 | Cindy Bradford                   |                     |
| 2019 |                           | Crypto                      | Robin Whiting                    |                     |
| 2019 |                           | Standing Up, Falling Down   | Vanessa                          |                     |

### Televízió
| Év        | Magyar cím          | Eredeti cím                               | Szerep               | Megjegyzések                                      |
| --------- | ------------------- | ----------------------------------------- | -------------------- | ------------------------------------------------- |
| 1988–1990 | Világok harca       | War of the Worlds                         | Patty / Scott        | 2 epizód                                          |
| 1989      |                     | The Hitchhiker                            | Marla / Elisabeth    | 2 epizód                                          |
| 1989–1990 |                     | Friday the 13th: The Series               | több szereplő        | 4 epizód                                          |
| 1990      |                     | C.B.C.'s Magic Hour                       | prostituált          | 1 epizód                                          |
| 1990      | Addington-akció     | Counterstrike                             | Lex                  | 1 epizód                                          |
| 1992      |                     | Flying Blind                              | Lauren Benjamin      | 1 epizód                                          |
| 1993–1996 | Esküdt ellenségek   | Law & Order                               | Claire Kincaid       | főszereplő                                        |
| 1996      | Gyilkos utcák       | Homicide: Life on the Street              | Claire Kincaid       | 1 epizód                                          |
| 2000      | Nürnberg            | Nuremberg                                 | Elsie Douglas        | tévéfilm                                          |
| 2001      | Kennedy feleségek   | Jackie, Ethel, Joan: The Women of Camelot | Jackie Kennedy       | tévéfilm                                          |
| 2001–2007 | Bostoni halottkémek | Crossing Jordan                           | Dr. Jordan Cavanaugh | főszereplő                                        |
| 2004–2006 | Las Vegas           | Las Vegas                                 | Dr. Jordan Cavanaugh | 3 epizód                                          |
| 2011–2012 | Befutó              | Luck                                      | Jo                   | 9 epizód                                          |
| 2012      |                     | Sunshine Sketches of a Little Town        | Agnes Leacock        | tévéfilm                                          |
| 2013      | Jo, a profi         | Jo                                        | Karyn nővér          | 8 epizód                                          |
| 2014      | A férjem védelmében | The Good Wife                             | Rayna Hecht          | 2 epizód                                          |
| 2015      | Az elnök embere     | Madam Secretary                           | Jane Fellows         | 15 epizód                                         |
| 2017      | Sorsdöntő lövés     | Shots Fired                               | Alicia Carr          | - 10 epizód - magyar hangja: - Kisfalvi Krisztina |
| 2017      | Feketelista         | The Blacklist                             | Margot Rochet        | 1 epizód                                          |
| 2018      |                     | Crawford                                  | Cynthia              | 12 epizód                                         |
| 2018      | Yellowstone         | Yellowstone                               | Huntington szenátor  | 1 epizód                                          |
| 2018      |                     | Bull                                      | Ellen                | 2 epizód                                          |
| 2019–2022 | Város a hegyen      | City on a Hill                            | Jenny Rohr           | főszereplő                                        |